# Золотаренки
Золотаренки (пол. Złotarenko), а по нобілітації також Злотажевські (пол. Złotarzewski) — козацько-старшинський, а пізніше також і шляхетський рід, що походив з корсунських міщан.

## Походження
Нащадки корсунського міщанина. З них Василь Золотаренко в 1658 р. отримав нобілітацію як Злотажевський гербу Тупа Підкова.
Відомості про дітей Василя та Івана відсутні, проте в середині XIX ст. в Царстві Польському родина Злоташевських (пол. Złotaszewski) підтвердила своє шляхетське походження яке виводила з даного роду.

## Опис герба
У блакитному полі герб має підкову рогами донизу. В середині підкови розміщений золотий хрест. Над гербовим щитом розмішений блакитний шолом, побокам щита срібно-золотий намет. На шоломі — золота корона з чорним орлиним крилом.

## Родова схема
NN Золотаренко
- Никифор NN (* ? — †?)
  - Василь Никифорович (*? — †1663)
  - Іван Никифорович (*? — †1656)
  - Ганна Никифорівна (*? — †після 1671) ∞ Яким Тарасенко (*? — †?) ∞ Мартин Пилипенко (*? — †до 1651) ∞ Богдан Хмельницький (*1596 — †1657)
  - NN Никифорівна (*? — †1659) ∞ Семен Голуховський (*? — †1662)

- Оникій NN
  - Степан Оникійович (*? — †?)[2]
  - Тиміш Оникійович (*? — 1624 — †?1658)[3][4]

Інші можливі представники роду:
- Михайло — посланець Ю.Хмельницького до Я.Сомка (1663).
- Яків Кіндратович (відомий також під прізвищем Хмельницький, виходець із Правобережної України) — прилуцький полковий сотник (1690—1709), значковий товариш (1709–11). 1717 його забрано до Москви, очевидно, у справах мазепинців, де він і помер 1720.